# Museu Naval (Rio de Janeiro)
O Museu Naval localiza-se no Centro da cidade do Rio de Janeiro, no Brasil. É um espaço destinado à preservação da memória naval brasileira. Em seu acervo, se encontram diversos documentos que relatam a história da Marinha do Brasil, com ênfase na participação brasileira em conflitos.

## História
O seu prédio, construído em 1868 para servir de sede ao Clube Naval, apresenta estilo eclético. A partir de 1972, as suas dependências foram ocupadas pelo acervo do Museu da Marinha, subordinado à Diretoria do Patrimônio Histórico e Documentação da Marinha. Após uma fase de obras e de reformas no prédio, foi preparado um novo circuito expositivo, aberto ao público em 28 de setembro de 2006.[carece de fontes?]

## Acervo
A exposição permanente "O Poder Naval na Formação do Brasil" ocupa sete salas do pavimento térreo. Na exposição destaca-se a carta do militar francês Nicolas Durand de Villegagnon, datada de 1557, na qual se descreve a baía de Guanabara à época. Fazem parte, ainda, do acervo, diversos modelos de navios de guerra, mobiliário, uniformes e diversos outras peças relativas à história e tradições da marinha brasileira. O segundo pavimento é destinado a exposições temporárias.[carece de fontes?]